# Margaret S. Collins
Margaret James Strickland Collins, nata Margaret James (Institute, 4 settembre 1922 – Isole Cayman, 27 aprile 1996), è stata un'entomologa statunitense specializzata nello studio delle termiti.
Collins ha identificato insieme al suo collega David Nickle una nuova specie, il Neotermes luykxi (la termite del legno umido della Florida).

## Vita e carriera
Collins è nata nel 1922 ad Institute, Virginia Occidentale. Ha iniziato il college all'età di quattordici anni e ha conseguito la laurea in biologia presso la West Virginia State University nel 1943. Ha conseguito il dottorato di ricerca presso l'Università di Chicago nel 1950 diventando la terza zoologa nera del paese. Il suo lavoro di dottorato si è concentrato sulla zoologia e il suo mentore è stato Alfred E. Emerson. Ha insegnato presso la Florida A&M University e presso l'Università Howard.
Collins ha svolto un'ampia attività sul campo in Nord e Sud America, specializzandosi negli insetti della Guyana e della Florida. Dalla fine degli anni '70 fino al 1996 Collins è stata ricercatrice presso il National Museum of Natural History dello Smithsonian Institution, al dipartimento di entomologia. La sua area principale di studio erano le termiti dei Caraibi. Tutta la sua ricerca ha riguardato le termiti: l'evoluzione della resistenza all'essiccazione; la differente tolleranza alle alte temperature fra le varie specie; il comportamento difensivo delle termiti sudamericane, comprese le difese chimiche; l'ecologia delle termiti; l'abbondanza delle specie nelle foreste pluviali tropicali vergini e disturbate e l'ecologia comportamentale, la tassonomia e l'entomologia.
Collins è morta il 27 aprile 1996, durante un viaggio di ricerca alle Isole Cayman.

## Opere
- (EN) Margaret S. Collins, Irving W. Wainer e Theodore A. Bremner, Science and the Question of Human Equality, Boulder, Westview Press, 1981, ISBN 0-89158-952-X, OCLC 7006755.